# Русский Колодец
Ру́сский Коло́дец — хутор в Неклиновском районе Ростовской области.
Входит в состав Поляковского сельского поселения.

## Население
| 2010 |
| ---- |
| 884  |

## Улицы
| - ул. Гагарина, - ул. Дзержинского, - ул. Лермонтова, - ул. Мирная, | - ул. Молодёжная, - ул. Новая, - ул. Садовая, - ул. Чехова. |